# 喷气式

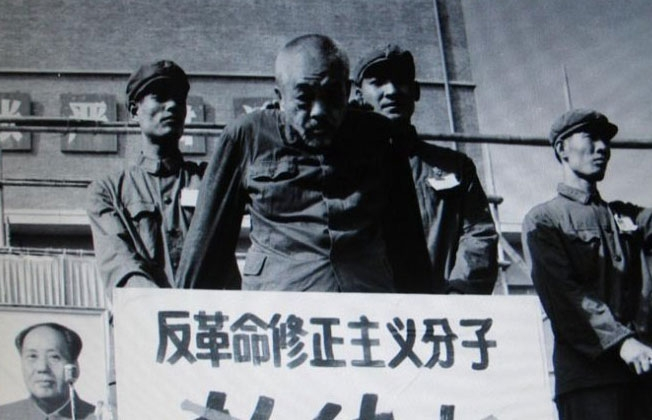
文革期间，“十大元帅”之一的彭德怀遭受“喷气式”批斗（1966年）。

喷气式，亦称“燕飞”或“坐土飞机”，是中华人民共和国文化大革命时期盛行的一种批斗方式。一般而言，被批斗者身后站立两个红卫兵，把被批斗者的头按下去，弯腰90度角，把其手臂往后揪起来，使其身体成为“喷气式飞机”的样子。“喷气式”批斗明显地放大和突出了被批斗者的屈辱形象。有学者认为，该批斗方式是源自此前“四清运动”中的桃园经验。

## 起源
四清运动（1963年-1965年）期间，在桃园运动中，出现了一种被称为“燕飞”的体罚与逼供方式，这种“工作经验”随着“桃园经验”的推广而悄悄流传，并为文化大革命（1966年-1976年）中的喷气式批斗提供了的先例经验。而也有说法，“燕飞”在1940年代和1950年代初已经在“斗争”地主的过程中被使用过。

## 方式

前中国国家主席刘少奇的夫人王光美，在北京清华大学遭到“喷气式
”批斗（1967年）。

“喷气式”批斗也称“坐喷气式飞机”或“坐土飞机”，是一种羞辱人、剥夺人的基本尊严的批斗方式。文化大革命期间，在批斗大会上，红卫兵强制性地按扭住被批斗者的头、颈、背部，使其上肢和下肢呈90度，乃至更甚，把被批斗者的两只胳膊向后上方或向侧伸直，如同喷气式飞机翘起的两个翅膀。有时被批斗者的胸前还会被挂上“黑牌”，颈部被勒得十分痛苦，而且一直保持“喷气式”这一姿势本身也会使肉体承受着巨大的痛苦。此外，还有学者认为，该批斗方式明显地放大和突出了被批斗者的屈辱形象。
文革期间，国学大师季羡林曾多次经历“喷气式”批斗，也曾尝试自杀，后来为了适应不断的批斗，他每天站在自家阳台上进行批斗锻炼：“低头弯腰，手不扶膝盖，完全自觉自愿地坐喷气式......还在心里数着数，来计算时间，必至眼花流泪为止”。他后来回忆道：“这样的锻炼是古今中外所没有的。... 回想起来，我真是欲哭无泪呀。” 而在其1998年出版的《牛棚杂忆》中，季羡林写道，“喷气式我已经坐得非常熟练，再也不劳红卫兵用拳打脚踹来纠正我的姿式了。我在阳台上争分夺秒的锻炼也已取得出乎意料的成功，我坐喷气式姿势优美，无懈可击；双腿微感不适，再也没有酸痛得难忍难受之感了。”

## 相关作品
在经历过喷气式批斗后，作家廖沫沙曾写下七绝《嘲吴晗并自嘲》：
书生自喜投文网，
高士于今爱折腰。
扭臂栽头喷气舞，

满场争看斗风骚。

## 延伸阅读
- 金鉴：《喷气式批斗——那个荒唐年代的创造》（页面存档备份，存于）。《南方都市报》，2005年5月23日。
- 廖沫沙：《瓮中杂俎 （页面存档备份，存于）》。中国社会科学出版社，1994年版。